# 동서대로 (파주 고양)
동서대로(Dongseo-daero)는 경기도 고양시 일산서구 송산동 장월나늘목에서 파주시 송산동을 잇는 도로이다.

## 주요경유지
경기도
- 고양시 일산서구 (송산동) - 파주시 (교하동 . 송산동)

## 노선
| 이름           | 접속 노선                    | 소재지 | 소재지   | 소재지 | 비고 |
| -------------- | ---------------------------- | ------ | -------- | ------ | ---- |
| 당월 나늘목    | 국도 제77호선 (자유로)       | 고양시 | 일산서구 | 송산동 |      |
| 장월2교        |                              | 고양시 | 일산서구 | 송산동 |      |
|                | 파주시                       | 교하동 | 교하동   |        |      |
| 산남 나늘목    | 덕산로                       | 고양시 | 일산서구 | 송산동 |      |
| 탑골 나늘목    | 지방도 제387호선 (제2자유로) | 파주시 | 교하동   | 교하동 |      |
| 삽다리 나들목  | 남북로                       | 파주시 | 교하동   | 교하동 |      |
| 동패1교        |                              | 파주시 | 교하동   | 교하동 |      |
| 운정1교        |                              | 파주시 | 교하동   | 교하동 |      |
| 운정IC램프2교  |                              | 파주시 | 교하동   | 교하동 |      |
| 기왓돌지하차도 |                              | 파주시 | 교하동   | 교하동 |      |
| (이름없음)     | 경의로                       | 파주시 | 송산동   | 송산동 |      |